# Heinrich Petters

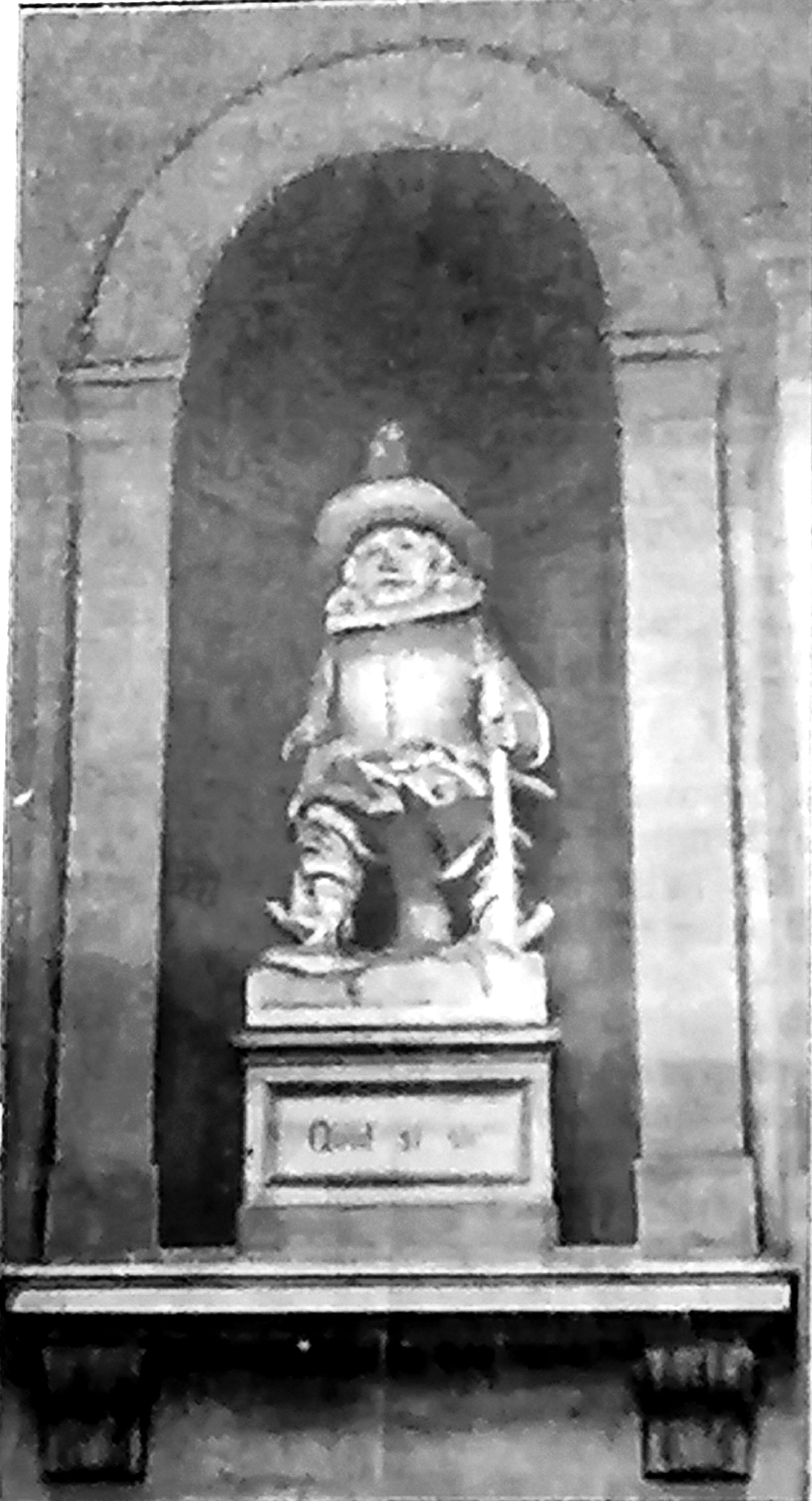
Petermännchen (1907)

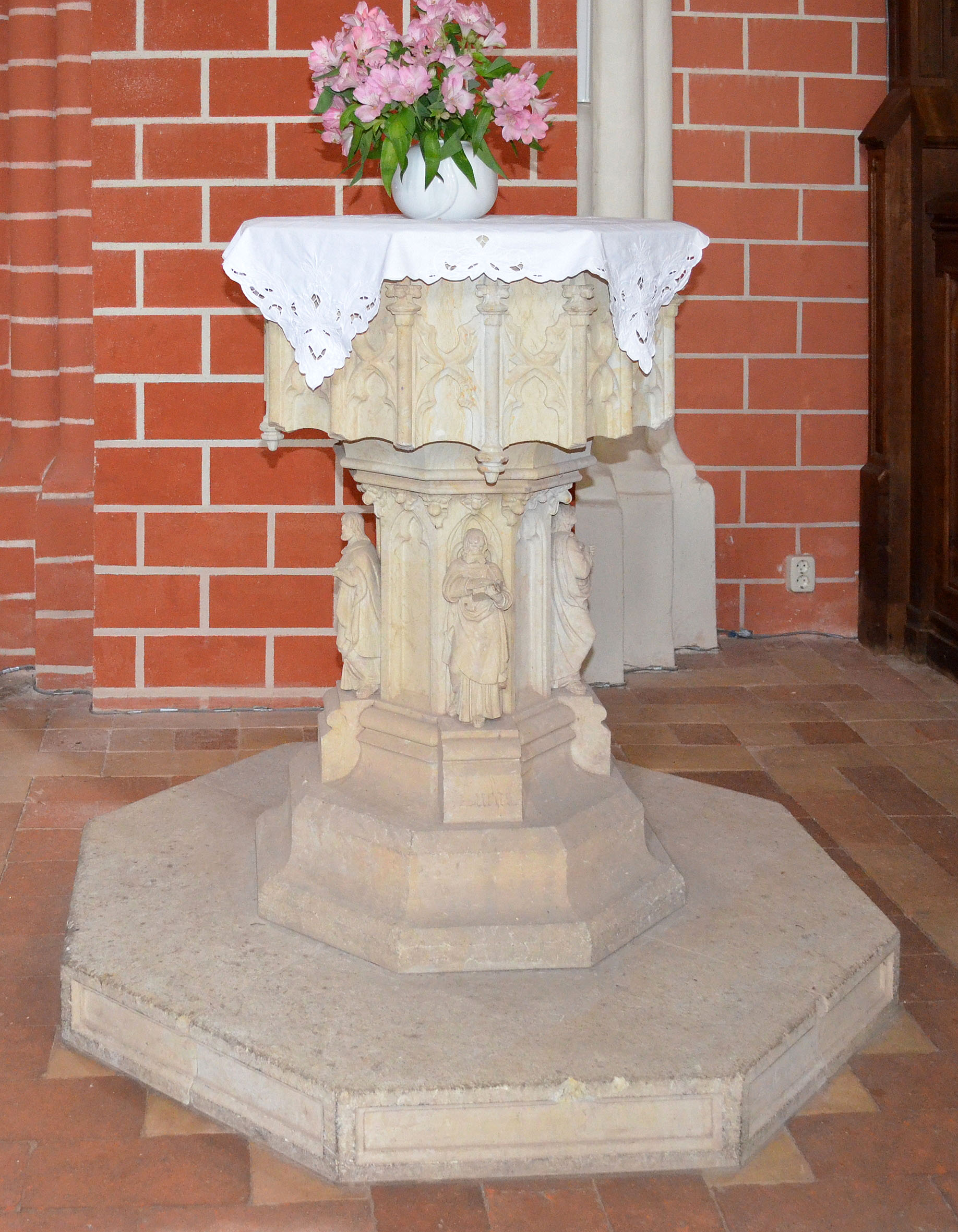
Taufbecken in der Marienkirche Röbel

Christoph Heinrich Hermann Petters (* 24. November 1806 in Parchim als Christoph Heinrich Hermann Ullrich; † 20. März 1884 in Schwerin) war ein deutscher Bildhauer.

## Leben
Heinrich Petters war ein unehelicher Sohn (Spurius) des Parchimer Galanteriewarenhändlers Johann Jacob Petters und der noch in anderer Ehe verheirateten Charlotte Dorothea Ullrich, geb. Kychenthal. Nach Scheidung der Mutter heirateten die Eltern im Mai 1807.
Petters besuchte das Gymnasium in Parchim und war ein Schulkamerad von Fritz Reuter. 1838 kam er nach Schwerin, ab 1839 war er Dirigent und Lehrer der Gewerbeschule zu Schwerin. Gemeinsam mit dem Maler Friedrich Schnelle widmete er sich bereits ab 1839 der Daguerreotypie. 
Er arbeitete als selbständiger Steinbildhauer in Schwerin, unter anderem an der plastischen Ausschmückung des Schweriner Schlosses, wofür er zur Einweihung 1857 von Großherzog Friedrich Franz II. die Schlossmedaille in Bronze erhielt. In späteren Lebensjahren (ab 1859) widmete Petters sich als Senator in Schwerin auch aktiv der Kommunalpolitik.

## Leistungen
Petters künstlerisches Werk liegt insbesondere im Bereich der Bauplastik.

## Werke
- 1836/41 Arbeit für den Neubau des Schweriner Schauspielhauses (1882 abgebrannt)
- 1845/46 ornamentale Teile des Hochaltars im Schweriner Dom
- 1852 Taufstein und Turmrose für die Marienkirche in Röbel
- 1855 bildhauerischer Schmuck für Großherzoglicher Jägerhof Schwerin
- um 1855 Arbeiten für das Schweriner Schloss
  - 1855/56 zwei Herolde am Schlossgartenportal nach Modellen von Albert Wolff
  - um 1856 „Petermännchen“
  - um 1856 Büste Georg Adolph Demmler
  - Wappenrelief und Herolde am Hauptturm
- 1857: allegorische Figuren für das Gebäude der Ersparnisanstalt Schwerin nach Entwürfen von  Georg Wiese
- Wappenrelief am Parchimer Rathaus